# バッド・ガールズ (1994年の映画)
『バッド・ガールズ』（原題: Bad Girls）は、1994年制作のアメリカ合衆国の西部劇映画。ジョナサン・カプラン監督。
『クイック&デッド』と同じく数少ない女性を主人公にした西部劇映画で、マデリーン・ストウ、メアリー・スチュアート・マスターソン、アンディ・マクダウェル、ドリュー・バリモアの4人が女ガンマンを演じた。
4人はスタント・コーディネーター、ウォルター・スコットのもとで3週間指導を受けて撮影に臨んだ。

## あらすじ
1890年代のアメリカ西部。売春宿を経営するコーディは娼婦に嫌がらせをする陸軍大佐を射殺したため、縛り首を宣告され処刑されそうになるが、処刑直前に3人の娼婦アニータ、アイリーン、リリーによって助けられる。4人はアニータの亡夫が所有していた農場を使い製材工場を経営して新しい生活を始めようと考え、経営資金を得るためにコーディの預金がある銀行に向かう。その途中、コーディたちはジョシュという男に出会い、大佐の妻が復讐のためにピンカートン探偵社を雇ったことを告げられる。銀行に到着したコーディは口座を解約して預金1万2,000ドルを得ようとするが、預金を手に入れる直前にピンカートンの探偵に捕まってしまう。探偵たちはコーディを連行しようとするが、そこにコーディの元愛人の無法者キッドが強盗に押し込んでくる。キッドは銀行の預金を全て奪い取りコーディを逃がすが、彼女の預金も一緒に奪い取って逃げていく。コーディはキッドを追いかけるが、逃げ遅れたアイリーンが保安官に捕まってしまう。アニータとリリーはアイリーンを助けようとするが、コーディは彼女たちを残してキッドの元に向かう。
コーディはキッドのアジトに乗り込み預金を取り戻すが、捨てられたことを逆恨みするキッドに捕まりリンチを受ける。同じ頃、アイリーンは保安官助手のウィリアムと親しくなり脱獄しようと試み、助けに来たアニータとリリーと共に脱獄する。一方、コーディはジョシュに助けられ手当てを受けるが、彼から「親を殺して鉱山を奪ったフランク・ジャネットを探すために利用した」と告げられる。二人はアイリーンたちと合流し、ウィリアムの農場で一息入れる。コーディはキッドたちが陸軍の列車から武器を強奪しようとしていることを知り、キッドたちから武器を強奪しようと計画する。コーディたちは手筈通りにキッドたちから武器を奪い取るが、リリーがキッドに連れ去らわれてしまう。彼女たちはジョシュを説得してフランクに復讐するのを止めさせ、リリーとフランクを交換しようとする。
ウィリアムの農場に戻ったコーディたちは、フランクの言葉によって不安を煽られる。彼の言葉に不安を覚えたアニータは農場の権利書を確認しに弁護士事務所に向かい、「名義が夫のものなので、農場は相続できない」と告げられる。また、フランクへの復讐を果たそうとするジョシュとコーディの中も険悪になり、ジョシュがフランクの挑発に乗って彼を射殺したことで二人の仲は決裂し、ジョシュは農場を出て行く。同じ頃、リリーはキッドたちの慰み者にされそうになっていたが、ジョシュによって助け出される。リリーはコーディたちの元に辿り着くが、彼女を逃がすためにジョシュが捕まってしまう。コーディたちはキッドのアジトに乗り込み、武器を引き渡してジョシュを助け出そうとするが、武器を引き渡したところでジョシュがキッドに殺されてしまう。コーディたちはキッドたちと銃撃戦になり、コーディは一騎打ちでキッドを射殺する。キッドたちを全滅させたコーディたちはウィリアムの農場に戻り、アイリーンはウィリアムと結婚することを告げ、コーディたちと別れる。コーディ、アニータ、リリーはピンカートンの探偵が彼女たちを探すのを尻目に、ジョシュの鉱山に向かう。

## キャスト
| 役名                 | 俳優                                 | 日本語吹替 | 日本語吹替   |
| 役名                 | 俳優                                 | ソフト版   | テレビ朝日版 |
| -------------------- | ------------------------------------ | ---------- | ------------ |
| コーディ             | マデリーン・ストウ                   | 塩田朋子   | 高島雅羅     |
| アニータ             | メアリー・スチュアート・マスターソン | 佐藤しのぶ | 日野由利加   |
| アイリーン           | アンディ・マクダウェル               | 高島雅羅   | 土井美加     |
| リリー               | ドリュー・バリモア                   | 岡本麻弥   | 松本梨香     |
| ジョシュ・マッコイ   | ダーモット・マローニー               | 堀内賢雄   | 宮本充       |
| キッド・ジャレット   | ジェームズ・ルッソ                   | 大塚明夫   | 大塚芳忠     |
| フランク・ジャレット | ロバート・ロッジア                   | 藤本譲     | 大塚周夫     |
| ウィリアム・タッカー | ジェームズ・レグロス                 | 牛山茂     | 藤原啓治     |
| グレイヴス           | ジム・ビーヴァー                     | 有本欽隆   |              |
| オブレイディ         | ニック・チンランド                   | 安井邦彦   |              |

- テレビ朝日版：初回放送1997年7月13日『日曜洋画劇場』

## 評価
本作は批評家から酷評されており、Rotten Tomatoesの支持率は9%、平均評価は3.5/10点となっている。ロジャー・イーバートは本作に対して「4人のタフな女性を主役に西部劇映画を作るのは良いアイディアだが、それは悲しい映画となった」、ジャネット・マスリンは「カウボーイ・バービー」とそれぞれ酷評している。